# Oreodera candida
Oreodera candida es una especie de escarabajo longicornio del género Oreodera, tribu Acrocinini, subfamilia Lamiinae. Fue descrita científicamente por Marinoni y Martins en 1978.
El período de vuelo ocurre durante los meses de enero, febrero, marzo, abril, mayo, septiembre, octubre, noviembre y diciembre.

## Descripción
Mide 7,8-12,6 milímetros de longitud.

## Distribución
Se distribuye por Brasil.